# Östveda
Östveda är en mycket gammal by i Hedesunda socken, Gävle kommun, belägen på en rullstensås med utsikt över Dalälven. Tidiga stavningar från 1541-1548 är Östueda, Österwedom och Östwedom. Namnet Östveda kan betyda "östra skogen" sett från centrum i Hedesunda. Många fornlämningar från järnåldern har hittats här såsom svärd, yxor och spjut. Det tyder på att det stått hårda strider här. Alternativt kan knektar från denna trakt ha begravts här i sin hemmiljö under järnåldern. Östveda var tidigare hemmahamn för ett antal ångbåtar vid flottningen i Dalälvens milsvidda vattenområden Hedesundafjärdarna.
I Östveda finns i dag en större båtklubb.